# VV Schoten
VV Schoten is een Nederlandse amateurvoetbalclub opgericht te Schoten, Haarlem op 4 februari 1910. Thuisbasis van de club is het in 2000 betrokken “Sportpark Vergierdeweg” aan de Vergierdeweg, 500 meter verderop gelegen van de voormalige thuishaven Van Der Aart Sportpark.
Het zaterdag standaardelftal speelt in het seizoen 2024/25 in de Vijfde klasse van het KNVB-district West-II.
Het grootste succes behaalde de club in het seizoen 1920/21 toen op 29 mei 1921 de KNVB beker werd gewonnen door RFC met 2-1 te verslaan.

## Geschiedenis

### Oprichting en beginjaren
VV Schoten werd op 4 februari 1910 opgericht door een groep arbeiders van de inmiddels verdwenen Werf Conrad aan het Spaarne. De club begon bescheiden met slechts zestien leden, inclusief het bestuur. De eerste wedstrijden werden gespeeld op "Het Kalf", een trapveldje bij het Prinsenbolwerk, waar doelen bestonden uit latten en touwen.
In september 1910 sloot Schoten zich aan bij de Haarlemse Voetbal Bond (HVB) en begon te spelen in de 3e klasse. De thuisbasis werd een weiland aan de Vergierdeweg, gehuurd van boer Feije. Dit veld moest met de hand worden klaargemaakt, en de kleedkamer bestond uit een koeienstal. Toch wist de club al in het eerste jaar kampioen te worden en promoveerde direct naar de 1e klasse HVB. In 1912 werd opnieuw een kampioenschap behaald, waarna de overstap naar de landelijke KNVB-competitie volgde.

### De Eerste Wereldoorlog en verdere groei
Tijdens de Eerste Wereldoorlog (1914-1918) werden veel spelers opgeroepen voor militaire dienst, wat de competitie beïnvloedde. Desondanks wist Schoten na de oorlog opnieuw succesvol te zijn en promoveerde in 1918 naar de 2e klasse. De vereniging groeide gestaag en telde in 1919 al 93 leden met vijf teams in de competitie. In 1920 liep Schoten op een haar na het kampioenschap mis, maar een jaar later volgde een historische prestatie.

### Het winnen van de KNVB Beker
Het seizoen 1920/21 werd het meest succesvolle in de geschiedenis van VV Schoten. Op 29 mei 1921 won de club de NVB-beker (tegenwoordig de KNVB Beker) door RFC met 2-1 te verslaan. Dit was een unieke prestatie voor de club en het absolute hoogtepunt in de geschiedenis van VV Schoten. Ondanks deze overwinning wist Schoten niet te promoveren naar de 1e klasse, wat leidde tot het vertrek van enkele sterspelers naar buurverenigingen EDO en RCH.
In de jaren die volgden, speelde Schoten voornamelijk in de 2e en 3e klasse. De Tweede Wereldoorlog had opnieuw een zware impact op de club. Diverse spelers werden als dwangarbeiders naar Duitsland gestuurd en het clubhuis en kleedkamers werden gesloopt voor brandhout. Na de oorlog moest de club opnieuw opbouwen.

### De wederopbouw en de jaren vijftig
Door de Tweede Wereldoorlog raakte Schoten zijn speelvelden aan de Muiderslotweg kwijt. Hierdoor moest de club als derdeklasser deelnemen aan de competitie van 1946-1947 zonder een eigen thuisbasis. In die periode werden de eerste thuiswedstrijden gespeeld op velden van andere verenigingen in de omgeving.
Al snel werden er twee velden aan de Kleverlaan beschikbaar gesteld, waardoor Schoten een voorlopig thuishonk kreeg. Dit gaf de club meer stabiliteit en maakte het mogelijk om weer echt te bouwen aan de toekomst. De groeiende ambities en de behoefte aan een permanente accommodatie leidden uiteindelijk tot de opening van een nieuw terrein aan de Geusevesperstraat, op de hoek van de Vondelweg. Op 4 februari 1951 werd dit officieel in gebruik genomen.
Deze verhuizing betekende een nieuwe fase voor de club. Schoten speelde in deze periode in de tweede klasse, wat destijds het op één na hoogste niveau van Nederland was. Dit onderstreepte de sportieve status van de vereniging in die tijd. De nieuwe accommodatie zorgde voor een sterke binding met de buurt en bood ruimte voor verdere groei, zowel op sportief als sociaal vlak.

### Moderne tijd en recente ontwikkelingen
In de decennia na de oorlog bleef Schoten een vaste waarde in het amateurvoetbal. De club verhuisde in 2000 naar Sportpark Vergierdeweg, de huidige thuisbasis, na jarenlang te hebben gespeeld op het Van Der Aart Sportpark. Deze verhuizing betekende een nieuwe fase in de clubgeschiedenis, met verbeterde faciliteiten en meer ruimte voor verdere groei.
Tot en met het seizoen 2020/21 speelde het zondag standaardelftal in de 2e klasse van het KNVB-district West-II. In het seizoen 2021/22 besloot de club echter zelf om uit de competitie te stappen, mede door een teruglopende spelersgroep en veranderende ambities binnen de vereniging.
Na enkele jaren zonder eerste team in competitieverband maakt VV Schoten in het seizoen 2024/25 een herstart met een zaterdagteam in de 5e klasse. Deze stap markeert een nieuw hoofdstuk voor de club, waarbij de focus ligt op een stabiele doorontwikkeling en het versterken van de jeugd.

## Competitieresultaten zondag 1914–2025
| 1 3D |

|  |

| 3 3E |

| 2 3E |

| 1 3D |

| 8 2B |

| 2 2B |

| 3 2A |

| 3 2A |

| 7 2A |

| 9 2A |

| 10 2B |

| 7 2A |

| 10 2A |

| 2 3B |

| 4 3D |

| 4 3B |

| 8 3A |

| 5 3B |

| 6 3B |

| 4 3A |

| 7 3A |

| 10 3A |

| 8 3A |

| 7 3B |

| 5 3B |

| 2 H |

| 5 3B |

| 2 3B |

| 4 3B |

| 7 3B |

|  |

| 6 3D |

| 2 3C |

| 1 3D |

| 1 3D |

| 1 3D |

| 8 2A |

| 10 2B |

| 9 2B |

| 10 2B |

| 2 3B |

| 8 2A |

| 8 2A |

| 9 2B |

| 8 2B |

| 8 2A |

| 6 2B |

| 8 2B |

| 6 2B |

| 11 2B |

| 12 3C |

| 4 4C |

| 2 4C |

| 2 4C |

| 3 4C |

| 4 4C |

| 10 4C |

| 3 4C |

| 9 4C |

| 5 4C |

| 4 4C |

| 2 4C |

|  |

|  |

|  |

|  |

|  |

|  |

| 8 4C |

| 1 4C |

| 4 3B |

| 8 3B |

| 1 3B |

| 8 2A |

| 11 2A |

| 9 3B |

| 1 3B |

| 11 2A |

| 4 3B |

| 8 3B |

| 4 3B |

| 8 3B |

| 10 3B |

| 7 4C |

| 8 4C |

| 8 4C |

| 6 4D |

| 2 4C |

| 11 4D |

| 2 5E |

| 5 4D |

| 4 4D |

| 5 4D |

| 8 4D |

| 10 4D |

| 11 4D |

| 2 5E |

| 5 4D |

| 8 4D |

| 1 4D |

| 11 3C |

| 1 4D |

| 8 3C |

| 4 3C |

| 13 2A |

| -- 2A |

| -- 2C |

| 13 2C |

|  |

|  |

| 1 5B |

| Tweede klasse | Derde klasse | Vierde klasse | Vijfde klasse | Noodcompetitie |

#### Erelijst
kampioen Derde klasse: 1914, 1918, 1948, 1949, 1950, 1987, 1991
kampioen Vierde klasse: 1984, 2014, 2016
Winnaar NVB Beker (huidige KNVB beker): 1921

In elke staaf van de grafiek staat van boven naar beneden vermeld: 
- Eindnotering

Dit is de positie die de club heeft bereikt in de competitie, zonder eventuele beslissings-, play-off- of nacompetitiewedstrijden die nodig zijn geweest om bijvoorbeeld de kampioen van de competitie te bepalen.
Indien een * achter het getal staat is de notering een tussenstand en kan het zijn dat de notering niet overeenkomt met de uiteindelijke eindstand van de competitie.
Staat er een - dan is het seizoen nog bezig en is er geen definitieve uitslag bekend.
Staat er xx op de positie van de notering, dan heeft de club vroegtijdig de competitie verlaten. Dit kan onder andere komen door terugtrekking van het team, faillissement van de club of door een uitgedeelde straf van de KNVB. In veel gevallen staat elders in het artikel de reden vermeld.
Staat er een ? dan is het resultaat uit het verleden onbekend, en is alleen de competitie of het niveau bekend van dat seizoen.
In de seizoenen 2019/20 en 2020/21 werd wegens de coronacrisis het amateurvoetbal afgebroken. Daardoor kennen deze staven geen eindklassering (middels -- weergegeven).
- Competitieniveau en afdelingsletter of Officiële eindstand Eredivisie
  - Competitieniveau en afdelingsletter

Hierbij geeft het getal het niveau weer, dat ook terug te vinden is in de legenda. De letter is de afdelingsaanduiding en wordt gebruikt wanneer er meer afdelingen zijn op hetzelfde niveau. De afdelingsletter is altijd een hoofdletter en wordt meestal zonder nummer gebruikt.
Voorbeeld: 2F is niveau 2e klasse competitie F.
Het competitieniveau en nummer wordt niet vermeld wanneer er slechts één competitie van dit niveau was.
  - Officiële eindstand Eredivisie (getal staat tussen haakjes vermeld)

Sinds de introductie van play-offwedstrijden voor Europees voetbal na afloop van de reguliere competitie in 2005/06, is de KNVB verplicht een eindstand van de Eredivisie door te geven aan de UEFA aan de hand van deze play-offwedstrijden.
Bij deze eindstand staan clubs die zich hebben gekwalificeerd voor Europees voetbal hoger dan clubs die zich niet wisten te kwalificeren. Indien er geen verschil was tussen de eindnotering en de officiële eindstand, staat dit getal niet vermeld.

- Onderafdeling

Hier staat afgekort de naam van de onderafdeling indien de club in dat jaar in een onderafdeling uitkwam. Tevens staat deze afkorting in de legenda en wordt gelinkt naar het artikel over deze onderafdeling. Deze afkorting wordt alleen vermeld wanneer de club in het verleden in verschillende onderafdelingen heeft gespeeld. Deze vermelding is in de staaf altijd in kleine letters. Deze onderafdelingen zijn na het seizoen 1995/96 afgeschaft. Heeft de club in slechts één onderafdeling gespeeld, dan is dit alleen terug te vinden in de legenda.
Onder de staaf staat het jaartal vermeld waarin het seizoen is afgesloten. 15 verwijst naar het seizoen 2014/15 of eventueel het seizoen 1914/15.
Wanneer een staaf leeg is, zijn deze gegevens niet bekend. Het kan ook zijn dat de club dat seizoen niet heeft meegespeeld op het hogere amateurniveau, vroegtijdig de competitie heeft verlaten of uit de competitie is gezet.

In het seizoen 1944/45 was er wegens de Tweede Wereldoorlog geen regulier competitievoetbal.

## Bekende (oud-)spelers en trainers
- Patrick Zwaanswijk
- Maarten Stekelenburg
- Ruud Bossen
- Piet Buter
- Nick Stienstra

## In de media
In 1995 was VV Schoten onderwerp van De fax van Max, een onderdeel van De 2 nieuwe koeien met Henk Spaan en Harry Vermeegen. Een ingezonden wens bracht twee pupillenteams tegen elkaar als Ajax en Feyenoord, gecoacht door Louis van Gaal en Willem van Hanegem.
De trainers namen hun rol serieus, wat hilarische en memorabele momenten opleverde. De wedstrijd in clubtenues werd met passie gecoacht alsof het een Eredivisiewedstrijd was. Het fragment blijft een klassieker in de Nederlandse voetbaltelevisie en is online nog steeds terug te vinden.
Alliance '22 · DIO · DSK · DSS · EDO · Geel Wit '20 · Haarlem-Kennemerland · HYS · Koninklijke HFC · Olympia Haarlem · Onze Gezellen · Schoten · United/Davo

Opgeheven: DCO · De Brug · HC & FC Excelsior · HFC Haarlem · Kennemerland · TYBB · VV Young Boys ·  VV THB 